# Philip Stone
Philip Stone, född 14 april 1924 i Kirkstall, Leeds, West Yorkshire, död 15 juni 2003 i London, var en brittisk skådespelare. Han medverkade i tre filmer regisserade av Stanley Kubrick.

## Filmografi (urval)
- Indiana Jones och de fördömdas tempel (1984)
- 1983 – Fantomen på Operan
- The Shining (1980)
- Barry Lyndon (1975)
- O Lucky Man! (1973)
- A Clockwork Orange (1971)